# Magdalena de Kino
Magdalena de Kino är en ort i Mexiko.   Den ligger i kommunen Magdalena och delstaten Sonora, i den nordvästra delen av landet, 1 700 km nordväst om huvudstaden Mexico City. Magdalena de Kino ligger 771 meter över havet och antalet invånare är 23 359.
Terrängen runt Magdalena de Kino är platt österut, men västerut är den kuperad. Runt Magdalena de Kino är det glesbefolkat, med 17 invånare per kvadratkilometer. Magdalena de Kino är det största samhället i trakten. Omgivningarna runt Magdalena de Kino är i huvudsak ett öppet busklandskap.